# Xacti
Xacti (en devanagari शक्ति, Śakti, del sànscrit Śak "poder", "força sagrada") en l'hinduisme, és el "Poder Universal" que subjau i sosté tota l'existència. Concebut com a femení en essència, Shakti es refereix a l'energia o poder personificat d'una deïtat masculina i, més concretament, s'identifica com la consort del déu Shiva. En Shaktiisme tàntric, Shakti és la deïtat principal, semblant a Brahman. En l'hinduisme purànic, Shiva i Shakti són els principis masculins i femenins que es complementen entre si. La deïtat masculina és purusha, consciència pura, que crea l'univers a través de l'energia creativa femenina de Shakti, que és prakriti, 'natura'.
En el pla terrenal, Xacti es manifesta a través de realització femenina i la fertilitat, essent present en els homes en la seva forma potencial, no manifestada. En el xactisme, Xacti és adorada com l'Ésser Suprem.